# Moryama Ryoko
Ryoko Moriyama (森 山 良 子, Ryoko Moriyama?), (nascida em 18 de janeiro de 1948) é uma cantora japonesa de jazz e folk. Seu pai é Hisashi Moriyama, um dos pioneiros do jazz japonês. Seu filho Naotaro Moriyama é um cantor. Seu primeiro primo Hiroshi Kamayatsu também é músico.
Ela é conhecida como a versão japonesa de “Joan Baez”, ou a rainha do folk colegial. Suas músicas tendem a não se tornar best-sellers, mas a sua canção mais famosa é "Satokibi Batake". Esta música é sobre uma tragédia durante a Batalha de Okinawa. A versão completa da canção é de 10 minutos. Quando essa música foi lançada, ela foi pensada ser demasiada longa para tocar na programação da rádio, mas agora a música é muito popular no Japão. Todo verão, a rádio NHK emite uma versão mais curta, como símbolo da Campanha “Não à Guerra”. Na canção, uma palavra imitativa “Zawawa” é repetido 66 vezes, por isso, é muitas vezes chamado de “Zawawa”.
Sua gravação de 1969 de "Kinijirareta koi" ("Amor ilícito") vendeu mais de um milhão de cópias e foi premiado com um disco de ouro. A canção mais recente é "Nada Soso", um poema musicado por Begin (banda), e cantada por Rimi Natsukawa.
Algumas de suas canções, como "Kono Hiroi Nohara Ippai" e "Dona Dona", agora aparecem nos livros escolares.
Inspirado por "Satokibi Batake", um drama de TV chamado Satokibi Batake no Uta (Canção do canavial) foi feito. Akashiya Sanma faz o papel principal como um soldado que se recusou a matar.
Nada Soso, também apareceu em um programa de TV. Nada Soso significa “lágrimas” no dialeto de Okinawa. A canção descreve a experiência de ser incapaz de encontrar a pessoa que você ama. A música pode referir-se à morte do irmão de Moriyama.